# Fletchamia quinquelineata
Fletchamia quinquelineata är en plattmaskart som först beskrevs av Fletcher och Hamilton 1888.  Fletchamia quinquelineata ingår i släktet Fletchamia och familjen Geoplanidae. Inga underarter finns listade i Catalogue of Life.